# Ана Пророчица (Стари завет)
Ана Пророчица (хебр. חנה) је, према Старом завету, била мајка пророка Самуила (1. Самуилова 2:1-21).

## Библијско приповедање
Била је у браку са Елканом, пореклом из Арматема из племена Левита. Пошто није могла да зачне њен муж је узео другу жену – Фенану. Ана је због тога много патила и усрдно се молила Богу. 
Након дугих молитви и плача Бог је услишио њене молитве и она је затруднела и родила сина Самуила (у преводу „измољен од Бога") и посветила га Богу од самог детињства. После њега, Ана је родила још три сина и три ћерке.
Ана је позната још и по песми благодарности Богу која се и дан-данас употребљава на богослужењима у цркви (I Сам 2, 1).
Православна црква прославља пророчицу Ану 23. јула и 9. децембра по јулијанском календару.